# Иствуд, Клинт
Кли́нтон (Клинт) И́ствуд-младший (англ. Clinton (Clint) Eastwood, Jr., род. 31 мая 1930, Сан-Франциско, Калифорния, США) — американский киноактёр, кинорежиссёр, кинопродюсер, композитор.
Добившись успеха в телесериале-вестерне 1959 года «Сыромятная плеть», Иствуд приобрёл международную известность, сыграв роль Человека без имени в Долларовой трилогии Серджо Леоне жанра спагетти-вестерн в середине 1960-х годов, а также роль антигероя-полицейского Гарри Каллахана в пяти фильмах о Грязном Гарри в 1970-х и 1980-х годах.
Эти роли, как и многие другие, сделали Иствуда бессмертной культурной иконой мужественности. Будучи избранным в 1986 году, Иствуд в течение двух лет занимал пост мэра города Кармел-бай-те-Си, Калифорния.
Наибольшим коммерческим успехом Иствуда является приключенческая комедия 1978 года «Как ни крути — проиграешь» и её продолжение — комедийный боевик 1980 года «Как только сможешь».
Другие популярные фильмы Иствуда — также вестерны «Вздёрни их повыше» 1968 года, «Джоси Уэйлс — человек вне закона» 1976 года, и «Бледный всадник» 1985 года, военный боевик 1968 года «Куда не долетают и орлы», тюремный фильм 1979 года «Побег из Алькатраса», военный фильм 1986 года «Перевал разбитых сердец», боевик 1993 года «На линии огня» и романтическая драма 1995 года «Мосты округа Мэдисон». Среди его более поздних работ «Гран Торино» 2008 года, «Наркокурьер» 2018 года и «Мужские слёзы» 2021 года.
Начиная с 1967 года компания Иствуда, Malpaso Productions, выпустила все его американские фильмы, за исключением четырёх.
Обладатель пяти наград Американской киноакадемии: четырёх премий «Оскар» в номинациях «Лучшая режиссура», «Лучший фильм» и награды имени Ирвинга Тальберга за продюсерский вклад в киноискусство. Обладатель Национальной медали США в области искусств (2009). Лауреат премии «Почётный Сезар».

## Биография
Клинтон Иствуд-младший родился 31 мая 1930 года в Сан-Франциско. Отец, Клинтон Иствуд-старший — рабочий сталелитейного завода, пресвитерианин, ведущий свою родословную от первых переселенцев из Англии и Шотландии. Мать, Маргарет Рут Иствуд (в девичестве — Раннер) — работница завода IBM, принадлежала к мормонской церкви и имела голландско-ирландское происхождение. Детство Клинта выпало на период Великой депрессии, и семья часто переезжала вдоль Западного побережья в поисках работы. В конце концов, они осели в городе Пидмонт (Калифорния), где юный Иствуд окончил среднюю школу. Старшую техническую школу он посещал в Окленде, и именно здесь ему впервые предложили попробовать себя в качестве актёра, но вместо этого Иствуд предпочёл зарабатывать деньги различной работой.

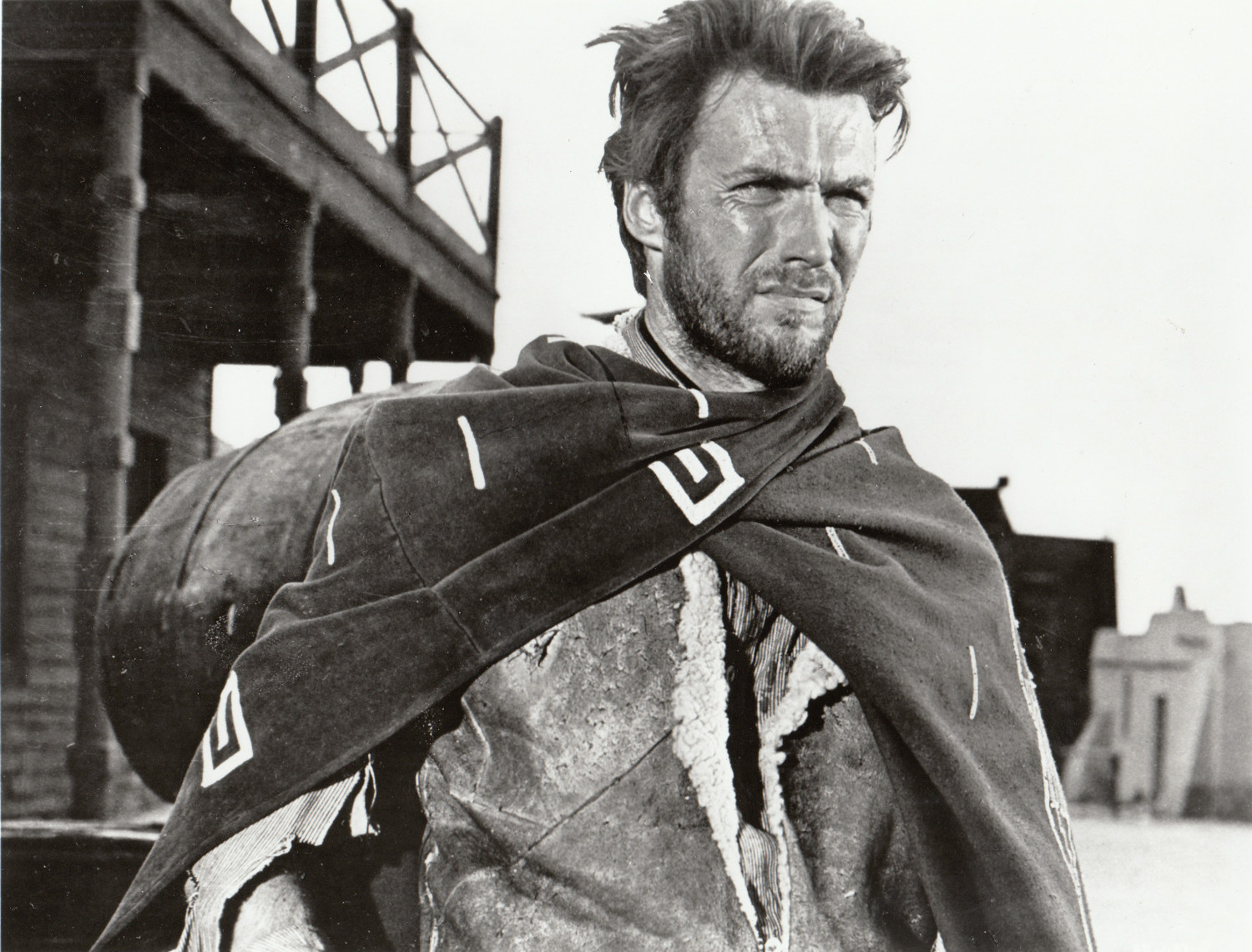
Клинт Иствуд в роли Человека без имени в вестерне «За пригоршню долларов», 1964 год

В 1951 году Иствуд поступил в Университет Сиэтла, но был призван в армию и проходил службу в Форт-Орд. Здесь его заметил ассистент режиссёра сериала «Сыромятная плеть» и предложил роль ковбоя.
Попав в кино, Клинт оказался востребован в качестве положительного героя вестернов. Однако настоящую известность ему принесло сотрудничество с Серджо Леоне.
В период от 1960-х до 1980-х годов Клинт Иствуд был в числе наиболее крупных звёзд Голливуда, создавая образ немногословного героя боевиков и вестернов. В 1968 году основал киностудию «Мальпасо» (Malpaso Company). С 1971 года занялся режиссурой, оставаясь очень активным в этой роли на протяжении более 50 лет, даже перешагнув свой 90-летний рубеж. В настоящее время Клинт Иствуд является авторитетным режиссёром и, среди прочего, лауреатом двух премий «Оскар» за лучшую режиссуру (1993, 2005).
С 1971 года Иствуд снимался только в тех фильмах, которые производила его компания «Мальпасо», исключением стал фильм «На линии огня» (1993) Вольфганга Петерсона. А после фильма «Сто и одна ночь Симона Синема» (1995) исполнивший в нём небольшое камео Иствуд перестал сниматься в фильмах других режиссёров, став играть только в тех кинокартинах, которые сам режиссировал. Исключение было лишь однажды — фильм «Кручёный мяч» 2012 года.
С 1986 по 1988 год он был мэром города Кармел-бай-те-Си, Калифорния.
В 2023 году стало известно о подготовке режиссёра к съёмкам его 40-го полнометражного фильма «Присяжный номер два», который возможно станет последним в его режиссёрской карьере.
Иствуд выступит сопродюсером фильма Кристофера Маккуорри «Сквозь строй», ремейка одноимённого фильма Клинта 1977 года, старт съёмок которого намечен на январь 2025 года.

## Личная жизнь

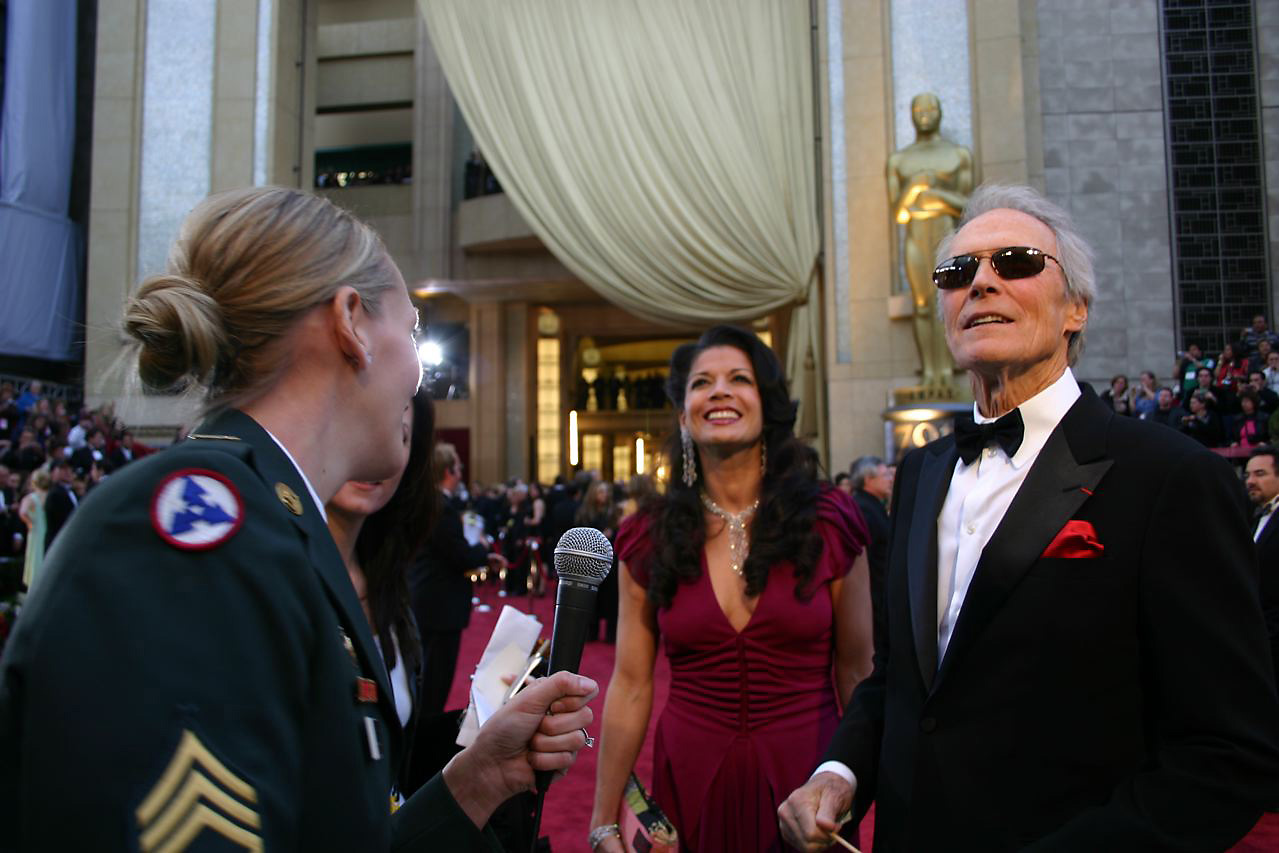
Иствуд с бывшей женой Диной, 2007 год

У актёра восемь детей от шести женщин, хотя официальные отношения были зарегистрированы только с тремя.
В 1953 году, ещё не став известным актёром, Иствуд женился на актрисе Мэгги Джонсон, с которой официально развёлся в 1984 году, хотя расстались они гораздо раньше, и родившей ему троих детей: дочь Лори Мюррей (род. 11 февраля 1954), сына Кайла Иствуда (род. 19 мая 1968) и дочь Элисон Иствуд (род. 22 мая 1972).
В 1964 году у актёра родилась дочь Кимбер Линн Иствуд (род. 17 июня 1964) от кратковременного романа с танцовщицей Роксаной Тунис, а начиная с 1978 года в течение 4 лет Клинт жил в браке с актрисой Сондрой Локк. Эти отношения продолжались 14 лет. За это время она снялась в нескольких фильмах Иствуда, а также он продюсировал съёмки двух её фильмов. В 1990 году они расстались, причём Сондра Локк обратилась в суд с требованием взыскать с Иствуда $1,3 млн. Кроме того, она утверждала, что Иствуд заставил её сделать два аборта и провести перевязку маточных труб. В 1993 году она обратилась в суд с иском к компании Warner Bros., в котором указывалось, что компания предложила ей фиктивный контракт и не собиралась продюсировать её фильмы и давать ей режиссёрские полномочия, потому что настоящий контракт был выкуплен Клинтом Иствудом. В 1999 году они завершили тяжбы, урегулировав свои отношения.
В 1985 году он познакомился с бортпроводницей Жаклин Ривз, с которой жил в фактическом браке около трёх лет. У них родилось двое детей: сын Скотт Иствуд (род. 21 марта 1986) и дочь Кэтрин Иствуд (род. 2 февраля 1988).
В начале 1990-х годов начал встречаться с актрисой Фрэнсис Фишер, которая родила ему дочь Франческу Рут Фишер-Иствуд (род. 7 августа 1993); в 1995 году пара распалась.
В 1996 году Иствуд сочетался браком с Диной Иствуд, которая была моложе его на 35 лет. В этом браке у актёра родилась ещё одна дочь Морган Иствуд (род. 12 декабря 1996). Клинт и Дина прожили вместе до 2013 года, когда в октябре Дина Иствуд подала на развод, сославшись на «непреодолимые разногласия» с ним. По данным журнала People, ещё до развода 83-летний Иствуд завёл новый роман: 42-летняя Эрика Фишер подтвердила информацию о том, что встречается со звездой кинематографа, после того как их заметили вместе.
С 2014 по 2024 годы Клинт Иствуд встречался с Кристиной Сандерой. Он познакомился с ней в отеле Mission Ranch, где она работала хостесс. Они обнародовали свои отношения в 2015 году, когда она шла с ним по красной дорожке церемонии вручения «Оскара» В июле 2024 Кристина Сандера скончалась на 61 году жизни, о чём сообщил сам Иствуд.
Фриц Мейнс был близким другом Иствуда в 1940-х годах. Но во время съемок фильма Локка «Крысобой», который Манес продюсировал для Мальпасо в 1985 году, между двумя мужчинами возник раскол.
Клинт Иствуд уже почти 40 лет[уточнить] практикует трансцендентальную медитацию.
Увлекается джазом. Сочинил несколько композиций, которые звучат в некоторых его фильмах (в частности, в «Таинственной реке» и «Подмене»). Владеет рестораном и отелем в городе Кармел-бай-те-Си.
Иствуд — большой поклонник гольфа и владеет гольф-клубом Tehama, что в городе Кармел-бай-те-Си, штат Калифорния. В том же городе под руководством Иствуда работал паб Hog’s Breath Inn (ныне продан актёром), а теперь приносит прибыль отель и ресторан Mission Ranch.
Невзирая на сцены курения в некоторых кинокартинах, в реальной жизни Иствуд не курит с юных лет. Он — сертифицированный пилот: во избежание пробок порой добирается на съёмки на собственном вертолёте.

## В популярной культуре

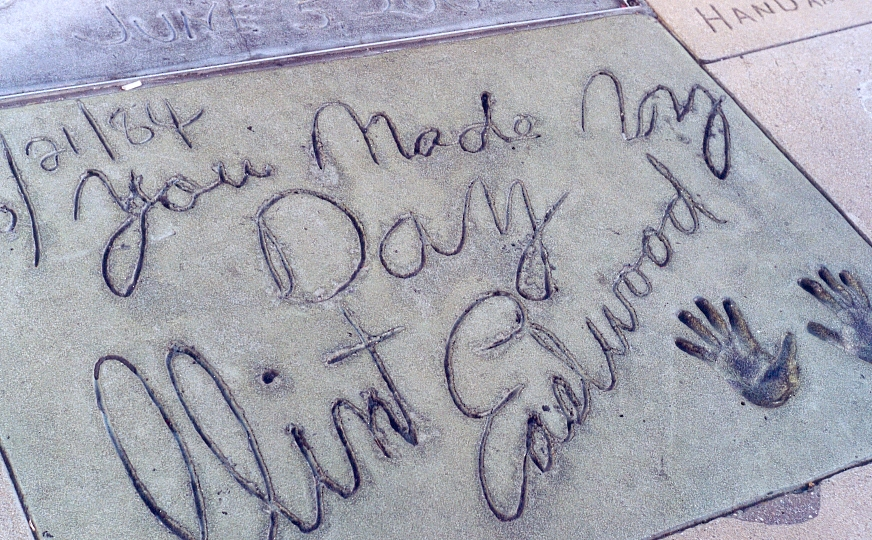
Отпечатки рук Клинта Иствуда перед Китайским театром Граумана

Во второй части трилогии «Назад в будущее» её герой Марти Макфлай видит, как Бифф в своём небоскрёбе в обществе двух девушек смотрит фильм «За пригоршню долларов» с Клинтом Иствудом, который подкладывает под одежду металлическую пластину, исполнившую роль бронежилета. В третьей части Марти попадает на Дикий Запад образца 1885 года, где представляется Клинтом Иствудом. Он повторяет трюк Иствуда с бронежилетом, который видел в кино во второй части. После того как Марти отправился в будущее, а паровоз, которым разгоняли DeLorean DMC-12, свалился в ущелье (и «Клинта Иствуда» сочли погибшим в этом ущелье), это ущелье назвали «Ущелье Иствуда».
В 2001 году музыкальный проект Gorillaz выпустил дебютный альбом с синглом Clint Eastwood, который по сей день считается самым успешным синглом группы.
В мультфильме «Ранго» Клинт Иствуд показан Духом Запада, которого охраняют пять золотых стражников — «Оскаров» (Клинт Иствуд является лауреатом четырёх кинематографических премий «Оскар» и обладателем награды имени Ирвинга Тальберга, имеющей статус этой премии).

## Награды и почести
Клинт Иствуд был отмечен множеством наград и номинаций за свои работы в кино, телевидении и музыке. Самого большого количества наград он был удостоен за работы над фильмами, за которые получил, среди прочего, премии «Оскар», Гильдии режиссёров Америки, «Золотой глобус» и «People’s Choice Awards». Иствуд — один из двух человек, которые дважды были номинированы на «Лучшего актёра» и «Лучшего режиссёра» за один и тот же фильм («Непрощённый» и «Малышка на миллион»); вторым является Уоррен Битти («Небеса могут подождать» и «Красные»). Наряду с Битти, Робертом Редфордом, Ричардом Аттенборо, Кевином Костнером и Мелом Гибсоном он является одним из немногих режиссёров, наиболее известных как актёры, получившие премию «Оскар» за лучшую режиссуру. 27 февраля 2005 года Иствуд стал одним из трёх действующих режиссёров (вместе с Милошем Форманом и Фрэнсисом Фордом Копполой), у которых два фильма номинированы на «Оскар» в категории «Лучший фильм». В возрасте 74 лет он стал (и остаётся до сегодняшнего дня) самым пожилым лауреатом премии «Оскар» за лучшую режиссуру. Пятеро актёров были удостоены премии «Оскар» за работу в фильмах Иствуда: Джин Хэкман в «Непрощённом», Тим Роббинс и Шон Пенн в «Таинственной реке», Морган Фриман и Хилари Суонк в «Малышке на миллион».
22 августа 1984 года Клинт Иствуд был удостоен чести оставить в цементе свой след руки на церемонии в Китайском театре TCL. Он получил награду AFI Life Achievement Award в 1996 году и был удостоен почётной степени от AFI в 2009 году.
В начале 2007 года на церемонии в Париже Клинту Иствуду была вручена высшая государственная награда Франции — Орден Почётного легиона и он стал его кавалером. Президент Франции Жак Ширак, вручая эту награду, сказал Иствуду, что он воплотил «лучшее из Голливуда»; 13 ноября 2009 года Клинт Иствуд стал командором ордена Почётного легиона. Эту награду американскому актёру вручил президент Франции Николя Саркози. В октябре 2009 года Иствуд был удостоен Премии Люмьер (в честь братьев Люмьер, изобретателей кинематографа). В феврале 2010 года он был награждён президентом США Бараком Обамой Национальной медалью США в области искусств. Обама назвал его фильмы «очерками индивидуальности, суровой правды и сути того, что значит быть американцем».
Клинт Иствуд также был награждён как минимум тремя почётными степенями от университетов и колледжей, включая почётную степень от Тихоокеанского университета в 2006 году, почётного Доктора Гуманитарных Наук от Университета Южной Калифорнии 27 мая 2007 года и почётного Доктора Музыкальной степени в музыкальном колледже Беркли на Монтерейском джазовом фестивале 22 сентября 2007 года.
22 июля 2009 года Клинт Иствуд был удостоен награды японского императора Акихито Ордена Восходящего Солнца 3-го ранга «Золотые лучи с шейной лентой» за улучшение американо-японских отношений.
Вместе с Рюити Сакамото и Джеральдом Фридом Иствуд получил премию «Золотая сосна» за достижения всей жизни на Международном фестивале Самобор в 2013 году.
В 2017 году в честь Клинта Иствуда был назван вид завроподных динозавров Europatitan eastwoodi, чьи ископаемые остатки были обнаружены неподалёку от местности в Бургосе, где снималась часть фильма «Хороший, плохой, злой».

## Политика
Клинт Иствуд давно проявляет интерес к политике и является зарегистрированным либертарианцем. Он выиграл выборы мэра города Кармел-бай-те-Си, штат Калифорния, в качестве беспартийного в апреле 1986 года. В 2001 году губернатор этого штата Грей Дэвис назначил его в комиссию по парку и рекреации, где он возглавил оппозицию расширению платной шестиполосной 16-мильной автострады (26 км), по маршруту 241 через пляж Сан Онофре. Иствуд поддержал Митта Ромни на президентских выборах 2012 года. В августе 2016 года в интервью Esquire выступил с критикой, направленной против информационной кампании Трампа.

## Фильмография
| Год  |     | Русское название                 | Оригинальное название                      | Роль                                        |
| ---- | --- | -------------------------------- | ------------------------------------------ | ------------------------------------------- |
| 1955 | ф   | Месть Твари                      | Revenge of the Creature                    | техник лаборатории                          |
| 1955 | ф   | Фрэнсис на флоте                 | Francis in the Navy                        | Джоунси                                     |
| 1955 | ф   | Леди Годива из Ковентри          | Lady Godiva of Coventry                    | сакс                                        |
| 1955 | ф   | Тарантул                         | Tarantula                                  | пилот военного истребителя (эпизод)         |
| 1956 | ф   | Никогда не прощайся              | Never Say Goodbye                          | Уилл                                        |
| 1956 | ф   | Звезда в пыли                    | Star in the Dust                           | Том                                         |
| 1956 | ф   | Вдали от всех кораблей           | Away All Boats                             | медик                                       |
| 1956 | ф   | Первая женщина-коммивояжёр       | The First Traveling Saleslady              | Джек Райс                                   |
| 1957 | ф   | Японская авантюра                | Escapade in Japan                          |                                             |
| 1958 | ф   | Эскадрилья Лафайета              | Lafayette Escadrille                       | Джордж Мозли                                |
| 1958 | ф   | Засада в каньоне Кимаррон        | Ambush at Cimarron Pass                    | Кейт Уильямс                                |
| 1959 | с   | Сыромятная плеть                 | Rawhide                                    | Роуди Йейтс (1959—1965)                     |
| 1964 | ф   | За пригоршню долларов            | A Fistful Of Dollars                       | Джо (Человек без имени)                     |
| 1965 | ф   | На несколько долларов больше     | For A Few Dollars More                     | Мэнко (человек без имени)                   |
| 1966 | ф   | Хороший, плохой, злой            | The Good, the Bad and the Ugly             | Блондин (человек без имени) — Хороший       |
| 1967 | ф   | Ведьмы                           | The Witches                                | Чарли                                       |
| 1968 | ф   | Вздёрни их повыше                | Hang 'Em High                              | маршал Джед Купер                           |
| 1968 | ф   | Блеф Кугана                      | Coogan’s Bluff                             | шериф Уолт Куган                            |
| 1968 | ф   | Куда не долетают и орлы          | Where Eagles Dare                          | Моррис Шаффер                               |
| 1969 | ф   | Золото Калифорнии                | Paint Your Wagon                           | Сильвестр Ньюэл                             |
| 1970 | ф   | Два мула для сестры Сары         | Two Mules for Sister Sara                  | Хоган                                       |
| 1970 | ф   | Герои Келли                      | Kelly’s Heroes                             | рядовой Келли                               |
| 1971 | ф   | Обманутый                        | The Beguiled                               | Джон Макберни                               |
| 1971 | ф   | Сыграй мне перед смертью         | Play Misty for Me                          | Дэйв Гарвер и режиссёр                      |
| 1971 | ф   | Грязный Гарри                    | Dirty Harry                                | «Грязный» Гарри Каллахан                    |
| 1972 | ф   | Джо Кидд                         | Joe Kidd                                   | Джо Кидд                                    |
| 1973 | ф   | Бризи                            | Breezy                                     | режиссёр                                    |
| 1973 | ф   | Высшая сила                      | Magnum Force                               | «Грязный» Гарри Каллахан                    |
| 1973 | ф   | Наездник с высоких равнин        | High Plains Drifter                        | незнакомец и режиссёр                       |
| 1974 | ф   | Громобой и Быстроножка           | Thunderbolt and Lightfoot                  | Громобой                                    |
| 1975 | ф   | Санкция на пике Эйгера           | The Eiger Sanction                         | Джонатан Хемлок и режиссёр                  |
| 1976 | ф   | Джоси Уэйлс — человек вне закона | The Outlaw Josey Wales                     | Джоси Уэйлс и режиссёр                      |
| 1976 | ф   | Блюститель закона                | The Enforcer                               | «Грязный» Гарри Каллахан                    |
| 1977 | ф   | Сквозь строй                     | The Gauntlet                               | Бен Шокли и режиссёр                        |
| 1978 | ф   | Победить любой ценой             | Every Which Way But Loose                  | Philo Beddoe                                |
| 1979 | ф   | Побег из Алькатраса              | Escape from Alcatraz                       | Фрэнк Моррис                                |
| 1980 | ф   | Бронко Билли                     | Bronco Billy                               | Бронко Билли МакКой и режиссёр              |
| 1980 | ф   | Как только сможешь               | Any Which Way You Can                      | Philo Beddoe                                |
| 1982 | ф   | Огненный лис                     | Firefox                                    | Митчелл Гант и режиссёр                     |
| 1982 | ф   | Человек из притона               | Honkytonk Man                              | Рэд Стовалл и режиссёр                      |
| 1983 | ф   | Внезапный удар                   | Sudden Impact                              | «Грязный» Гарри Каллахан и режиссёр         |
| 1984 | ф   | Петля                            | Tightrope                                  | Уэс Блок                                    |
| 1984 | ф   | Заваруха в городе                | City Heat                                  | лейтенант Спир                              |
| 1985 | ф   | Бледный всадник                  | Pale Rider                                 | Проповедник и режиссёр                      |
| 1986 | ф   | Перевал разбитых сердец          | Heartbreak Ridge                           | Том Хайвэй и режиссёр                       |
| 1988 | ф   | Смертельный список               | The Dead Pool                              | «Грязный» Гарри Каллахан                    |
| 1988 | ф   | Птица                            | Bird                                       | режиссёр                                    |
| 1989 | ф   | Розовый кадиллак                 | Pink Cadillac                              | Томми Новак                                 |
| 1990 | ф   | Белый охотник, чёрное сердце     | White Hunter Black Heart                   | Джон Уилсон и режиссёр                      |
| 1990 | ф   | Новичок                          | The Rookie                                 | Ник Пуловски и режиссёр                     |
| 1992 | ф   | Непрощённый                      | Unforgiven                                 | Уильям Манни и режиссёр                     |
| 1993 | ф   | На линии огня                    | In the Line of Fire                        | агент Фрэнк Хорриган                        |
| 1993 | ф   | Идеальный мир                    | A Perfect World                            | Ред Гарнетт и режиссёр                      |
| 1995 | ф   | Сто и одна ночь Симона Синема    | Cent et une nuit de Simon Cinema           | Клинт Иствуд (в роли самого себя)           |
| 1995 | ф   | Мосты округа Мэдисон             | The Bridges of Madison County              | Роберт Кинкэйд и режиссёр                   |
| 1997 | ф   | Полночь в саду добра и зла       | Midnight in the Garden of Good and Evil    | режиссёр                                    |
| 1997 | ф   | Абсолютная власть                | Absolute Power                             | Лютер Уитни и режиссёр                      |
| 1999 | ф   | Настоящее преступление           | True Crime                                 | Стив Эверетт и режиссёр                     |
| 2000 | ф   | Космические ковбои               | Space Cowboys                              | Фрэнк Корвин и режиссёр                     |
| 2002 | ф   | Кровавая работа                  | Blood Work                                 | Терри МакКалеб и режиссёр                   |
| 2003 | ф   | Таинственная река                | Mystic River                               | режиссёр, композитор                        |
| 2004 | ф   | Малышка на миллион               | Million Dollar Baby                        | Фрэнки Данни режиссёр, продюсер, композитор |
| 2006 | ф   | Флаги наших отцов                | Flags of Our Fathers                       | режиссёр                                    |
| 2006 | ф   | Письма с Иводзимы                | Letters from Iwo Jima                      | режиссёр                                    |
| 2008 | ф   | Подмена                          | Changeling                                 | режиссёр, продюсер и композитор             |
| 2008 | ф   | Гран Торино                      | Gran Torino                                | Уолтер Ковальски и режиссёр, продюсер       |
| 2009 | ф   | Непокорённый                     | Invictus                                   | режиссёр                                    |
| 2010 | ф   | Потустороннее                    | Hereafter                                  | режиссёр и композитор                       |
| 2011 | ф   | Дж. Эдгар                        | J. Edgar                                   | режиссёр, продюсер и композитор             |
| 2012 | ф   | Кручёный мяч                     | Trouble with the Curve                     | Гас Лобел и продюсер                        |
| 2014 | ф   | Снайпер                          | American Sniper                            | режиссёр                                    |
| 2014 | ф   | Парни из Джерси                  | Jersey Boys                                | режиссёр                                    |
| 2015 | кор | Призрак войны: Цена героизма     | Bringing the War Home: The Cost of Heroism |                                             |
| 2016 | ф   | Чудо на Гудзоне                  | Sully                                      | режиссёр, продюсер                          |
| 2018 | ф   | Поезд на Париж                   | The 15:17 to Paris                         | режиссёр, продюсер                          |
| 2018 | ф   | Наркокурьер                      | The Mule                                   | Эрл Стоун и режиссёр, продюсер              |
| 2019 | ф   | Дело Ричарда Джуэлла             | Richard Jewell                             | режиссёр, продюсер                          |
| 2021 | ф   | Мужские слёзы                    | Cry Macho                                  | Майк Мило и режиссёр, продюсер              |
| 2024 | ф   | Присяжный номер два              | Juror No 2                                 | режиссёр, продюсер                          |
|      | ф   | Сквозь строй                     | The Gauntlet                               | продюсер, ремейк фильма Иствуда 1977 года   |

## Награды и номинации
| Премия                              | Год  | Фильм                                       | Категория                           | Результат |
| ----------------------------------- | ---- | ------------------------------------------- | ----------------------------------- | --------- |
| «Оскар»                             | 1993 | «Непрощённый»                               | Лучший фильм                        | Победа    |
| «Оскар»                             | 1993 | «Непрощённый»                               | Лучший режиссёр                     | Победа    |
| «Оскар»                             | 1993 | «Непрощённый»                               | Лучшая мужская роль                 | Номинация |
| «Оскар»                             | 1995 |                                             | Награда имени Ирвинга Тальберга     | Победа    |
| «Оскар»                             | 2004 | «Таинственная река»                         | Лучший фильм                        | Номинация |
| «Оскар»                             | 2004 | «Таинственная река»                         | Лучший режиссёр                     | Номинация |
| «Оскар»                             | 2005 | «Малышка на миллион»                        | Лучший фильм                        | Победа    |
| «Оскар»                             | 2005 | «Малышка на миллион»                        | Лучший режиссёр                     | Победа    |
| «Оскар»                             | 2005 | «Малышка на миллион»                        | Лучшая мужская роль                 | Номинация |
| «Оскар»                             | 2007 | «Письма с Иводзимы»                         | Лучший фильм                        | Номинация |
| «Оскар»                             | 2007 | «Письма с Иводзимы»                         | Лучший режиссёр                     | Номинация |
| «Оскар»                             | 2015 | «Снайпер»                                   | Лучший фильм                        | Номинация |
| «Золотой глобус»                    | 1971 |                                             | Самый желанный мужчина              | Победа    |
| «Золотой глобус»                    | 1988 |                                             | Премия Сесиля Б. Де Милля           | Победа    |
| «Золотой глобус»                    | 1989 | «Птица»                                     | Лучший режиссёр                     | Победа    |
| «Золотой глобус»                    | 1993 | «Непрощённый»                               | Лучший режиссёр                     | Победа    |
| «Золотой глобус»                    | 2004 | «Таинственная река»                         | Лучший режиссёр                     | Номинация |
| «Золотой глобус»                    | 2005 | «Малышка на миллион»                        | Лучший режиссёр                     | Победа    |
| «Золотой глобус»                    | 2005 | «Малышка на миллион»                        | Лучшая музыка к фильму              | Номинация |
| «Золотой глобус»                    | 2007 | «Письма с Иводзимы»                         | Лучший режиссёр                     | Номинация |
| «Золотой глобус»                    | 2007 | «Флаги наших отцов»                         | Лучший режиссёр                     | Номинация |
| «Золотой глобус»                    | 2008 | «Грейс больше нет с нами»                   | Лучшая музыка к фильму              | Номинация |
| «Золотой глобус»                    | 2008 | «Grace Is Gone» («Грейс больше нет с нами») | Лучшая песня                        | Номинация |
| «Золотой глобус»                    | 2009 | «Подмена»                                   | Лучшая музыка к фильму              | Номинация |
| «Золотой глобус»                    | 2009 | «Gran Torino» («Гран Торино»)               | Лучшая песня                        | Номинация |
| «Золотой глобус»                    | 2010 | «Непокорённый»                              | Лучший режиссёр                     | Номинация |
| BAFTA                               | 1993 | «Непрощённый»                               | Лучший фильм                        | Номинация |
| BAFTA                               | 1993 | «Непрощённый»                               | Лучший режиссёр                     | Номинация |
| BAFTA                               | 2009 | «Подмена»                                   | Лучший режиссёр                     | Номинация |
| «Выбор критиков»                    | 2004 | «Таинственная река»                         | Лучший режиссёр                     | Номинация |
| «Выбор критиков»                    | 2004 | «Таинственная река»                         | Лучшая музыка к фильму              | Номинация |
| «Выбор критиков»                    | 2004 |                                             | Награда за жизненные достижения     | Победа    |
| «Выбор критиков»                    | 2005 | «Малышка на миллион»                        | Лучший режиссёр                     | Номинация |
| «Выбор критиков»                    | 2007 | «Письма с Иводзимы»                         | Лучший режиссёр                     | Номинация |
| «Выбор критиков»                    | 2008 | «Грейс больше нет с нами»                   | Лучшая музыка к фильму              | Номинация |
| «Выбор критиков»                    | 2009 | «Гран Торино»                               | Лучшая мужская роль                 | Номинация |
| «Выбор критиков»                    | 2009 | «Подмена»                                   | Лучшая музыка к фильму              | Номинация |
| «Выбор критиков»                    | 2010 | «Непокорённый»                              | Лучший режиссёр                     | Номинация |
| «Сатурн»                            | 2001 | «Космические ковбои»                        | Лучший режиссёр                     | Номинация |
| «Сатурн»                            | 2001 | «Космические ковбои»                        | Лучшая мужская роль                 | Номинация |
| «Сатурн»                            | 2009 | «Подмена»                                   | Лучший режиссёр                     | Номинация |
| «Сатурн»                            | 2009 | «Подмена»                                   | Лучшая музыка к фильму              | Номинация |
| «Сатурн»                            | 2011 | «Потустороннее»                             | Лучший режиссёр                     | Номинация |
| «Сатурн»                            | 2011 | «Потустороннее»                             | Лучшая музыка к фильму              | Номинация |
| «Спутник»                           | 2004 | «Таинственная река»                         | Лучший режиссёр                     | Номинация |
| «Спутник»                           | 2006 | «Флаги наших отцов»                         | Лучший режиссёр                     | Победа    |
| «Спутник»                           | 2006 | «Флаги наших отцов»                         | Лучшая музыка к фильму              | Номинация |
| «Спутник»                           | 2007 | «Grace Is Gone» («Грейс больше нет с нами») | Лучшая песня                        | Победа    |
| Венецианский кинофестиваль          | 2000 |                                             | Золотой лев за карьерные достижения | Победа    |
| Венецианский кинофестиваль          | 2002 | «Кровавая работа»                           | Future Film Festival Digital Award  | Победа    |
| Каннский кинофестиваль              | 1985 | «Бледный всадник»                           | Золотая пальмовая ветвь             | Номинация |
| Каннский кинофестиваль              | 1988 | «Птица»                                     | Золотая пальмовая ветвь             | Номинация |
| Каннский кинофестиваль              | 1990 | «Белый охотник, чёрное сердце»              | Золотая пальмовая ветвь             | Номинация |
| Каннский кинофестиваль              | 2003 | «Таинственная река»                         | Золотая пальмовая ветвь             | Номинация |
| Каннский кинофестиваль              | 2003 | «Таинственная река»                         | Золотой наставник                   | Победа    |
| Каннский кинофестиваль              | 2008 | «Подмена»                                   | Золотая пальмовая ветвь             | Номинация |
| Каннский кинофестиваль              | 2008 |                                             | Специальная награда                 | Победа    |
| Каннский кинофестиваль              | 2009 |                                             | Почётная Золотая пальмовая ветвь    | Победа    |
| «Сезар»                             | 1989 | «Птица»                                     | Лучший иностранный фильм            | Номинация |
| «Сезар»                             | 1996 | «Мосты округа Мэдисон»                      | Лучший иностранный фильм            | Номинация |
| «Сезар»                             | 1998 |                                             | Почётный «Сезар»                    | Победа    |
| «Сезар»                             | 2004 | «Таинственная река»                         | Лучший иностранный фильм            | Победа    |
| «Сезар»                             | 2006 | «Малышка на миллион»                        | Лучший иностранный фильм            | Победа    |
| «Сезар»                             | 2010 | «Гран Торино»                               | Лучший иностранный фильм            | Победа    |
| «Сезар»                             | 2011 | «Непокорённый»                              | Лучший иностранный фильм            | Номинация |
| «Давид ди Донателло»                | 2004 | «Таинственная река»                         | Лучший иностранный фильм            | Номинация |
| «Давид ди Донателло»                | 2005 | «Малышка на миллион»                        | Лучший иностранный фильм            | Победа    |
| «Давид ди Донателло»                | 2007 | «Письма с Иводзимы»                         | Лучший иностранный фильм            | Номинация |
| «Давид ди Донателло»                | 2009 | «Гран Торино»                               | Лучший иностранный фильм            | Победа    |
| «Давид ди Донателло»                | 2010 | «Непокорённый»                              | Лучший иностранный фильм            | Номинация |
| «Давид ди Донателло»                | 2011 | «Потустороннее»                             | Лучший иностранный фильм            | Победа    |
| «Давид ди Донателло»                | 2015 | «Снайпер»                                   | Лучший иностранный фильм            | Номинация |
| Национальный совет кинокритиков США | 1999 |                                             | Награда за карьерные достижения     | Победа    |
| Национальный совет кинокритиков США | 2004 | «Малышка на миллион»                        | Особое упоминание                   | Победа    |
| Национальный совет кинокритиков США | 2008 | «Гран Торино»                               | Лучшая мужская роль                 | Победа    |
| Национальный совет кинокритиков США | 2009 | «Непокорённый»                              | Лучший режиссёр                     | Победа    |
| Национальный совет кинокритиков США | 2014 | «Снайпер»                                   | Лучший режиссёр                     | Победа    |
| Премия Гильдии киноактёров США      | 2003 |                                             | Вклад в кинематограф                | Победа    |
| Премия Гильдии киноактёров США      | 2005 | «Малышка на миллион»                        | Лучший актёрский состав             | Номинация |
| Премия Гильдии режиссёров США       | 1993 | «Непрощённый»                               | Лучший режиссёр                     | Победа    |
| Премия Гильдии режиссёров США       | 2004 | «Таинственная река»                         | Лучший режиссёр                     | Номинация |
| Премия Гильдии режиссёров США       | 2005 | «Малышка на миллион»                        | Лучший режиссёр                     | Победа    |
| Премия Гильдии режиссёров США       | 2006 | Премия за жизненные достижения              |                                     | Победа    |
| Премия Гильдии режиссёров США       | 2015 | «Снайпер»                                   | Лучший режиссёр                     | Номинация |
| Премия Гильдии продюсеров США       | 1993 | «Непрощённый»                               | Лучший фильм                        | Номинация |
| Премия Гильдии продюсеров США       | 1998 |                                             | Премия за жизненные достижения      | Победа    |
| Премия Гильдии продюсеров США       | 2004 | «Таинственная река»                         | Лучший фильм                        | Номинация |
| Премия Гильдии продюсеров США       | 2005 | «Малышка на миллион»                        | Лучший фильм                        | Номинация |
| Премия Гильдии продюсеров США       | 2006 |                                             | Milestone Award                     | Победа    |
| Премия Гильдии продюсеров США       | 2010 | «Непокорённый»                              | Лучший фильм                        | Номинация |
| Премия Гильдии продюсеров США       | 2015 | «Снайпер»                                   | Лучший фильм                        | Номинация |
| «Люмьер»                            | 2009 |                                             | За заметный вклад в мировое кино    | Победа    |